# درگاه زندگی‌نامه (هلند)
درگاه زندگی‌نامه (به هلندی: Biografisch Portaal) طرحی است که با هدف دسترسی بهتر به متون زندگی‌نامه در مؤسسه هایگنس برای تاریخ هلند در شهر لاهه بنیان نهاده شده است. این طرح در فوریهٔ ۲۰۱۰ با ۴۰٬۰۰۰ بیوگرافی راه‌اندازی گردید و هدف آن دسترسی دیجیتالی به تمام اطلاعات قابل اعتماد مردم هلند (درگذشتگان شناخته‌شده یا ناشناخته) از آغاز پیدایش تاریخ تا دوران نوین است. در این طرح زندگی‌نامهٔ افراد متولدشده در هلند، افراد متولدشده در مستعمرات پیشین هلند، و همچنین افرادی که در کشورهای دیگر به دنیا آمده‌اند اما در هلند فعالیت کرده‌اند، گردآوری می‌شود. سیستم مورد استفاده در این طرح بر اساس استانداردهای طرح رمزگذاری متن کار می‌کند و دسترسی همگانی به آن از طریق اینترنت امکان‌پذیر است. این طرح با همکاری ۱۰ نهاد علمی و فرهنگی هلند و تحت نظارت مؤسسه هایگنس به پیش می‌رود.
در فوریه ۲۰۱۲ و با گسترش درگاه زندگی‌نامه، طرح نوینی به نام بیوگرافی‌ند (به هلندی: BiographyNed) برای ساخت یک ابزار تحلیلی جهت پیوند متن‌ها به وقایع تاریخی و اماکن مرتبط آغاز گردید.